# Geher-Länderkampf der Frauen 1980 BR Deutschland – Frankreich
| 3. Leichtathletik-Länderkampf mit bundesdeutscher Beteiligung 1980 | 3. Leichtathletik-Länderkampf mit bundesdeutscher Beteiligung 1980 |
| ------------------------------------------------------------------ | ------------------------------------------------------------------ |
|                                                                    |                                                                    |
| Geher-Vergleich der Frauen: BR Deutschland – Frankreich            |                                                                    |
| Austragungsort                                                     | Simmerath                                                          |
| Wettbewerbe                                                        | 1                                                                  |
| Datum                                                              | 17. Mai                                                            |
| 1. FRG 2. FRA                                                      | 12 Punkte 10 Punkte                                                |
| Chronik                                                            |                                                                    |
| ← FRG-FRA Geher (M)                                                | ITA-FRG Werfer (M) →                                               |

Im dritten Vergleich des Länderkampfjahres 1980 traten die bundesdeutschen Geherinnen am 17. Mai wie die Männer gegen Frankreich an. Austragungsort war der Rureifel-Ort Simmerath. Es war die vierte Begegnung zwischen den Geherinnen der beiden Länder. Die erste war 1977 an Frankreich gegangen, die zweite und dritte hatte die Bundesrepublik 1978 und 1979 für sich entschieden.

## Modus
Wie gewohnt stand ein Wettbewerb auf dem Programm. Ausgetragen wurde ein Straßengehen über 10 Kilometer. Jede Nation konnte vier Geherinnen stellen, von denen die drei Besten gewertet wurden. Die Punkte wurden folgendermaßen verteilt: 1. Platz: 7 P / 2. Pl.: 5 P / 3. Pl.: 4 P / 4. Pl.: 3 P / …

## Ergebnis
In der Einzelwertung lag eine französische Geherin vorn. Doch die drei gewerteten bundesdeutschen Vertreterinnen belegten die nachfolgenden Ränge zwei bis vier. Damit lagen sie in der Endabrechnung des Länderkampfs vorn und siegten knapp mit zwölf zu zehn Punkten.

## Resultat

### 10-km-Straßengehen
| Platz | Athletin          | Land | Zeit (min) |
| ----- | ----------------- | ---- | ---------- |
| 1     | Jeannine Vignat   | FRA  | 53:24,5    |
| 2     | Regine Broders    | FRG  | 53:44,2    |
| 3     | Monika Glöckler   | FRG  | 54:15,6    |
| 4     | Ingrid Adam       | FRG  | 54:41,3    |
| 5     | Suzanne Griesbach | FRA  | 55:35,9    |
| 6     | Eleonore Reinling | FRA  | 55:42,9    |
| 7     | Renate Bauch      | FRG  | 57:02,8    |
| 8     | Vivianne Guilmain | FRA  | 58:29,2    |